# Donald Henry Gaskins
Donald Henry "Pee Wee" Gaskins Jr. (nascido Donald Henry Parrott Jr; Florence County, 13 de março de 1933 - Columbia, 6 de setembro de 1991) foi um serial killer, estuprador e canibal americano da Carolina do Sul. Quando jovem, Gaskins foi repetidamente preso por roubo e estupro. Em 1955, ele escapou da prisão e encontrou trabalho em um carnaval itinerante. Gaskins foi acusado em 1976 de oito acusações de assassinato depois que um associado disse aos policiais que ele confessou vários assassinatos. A polícia encontrou oito corpos enterrados em sua propriedade em Prospect, Carolina do Sul. Enquanto esperava a sentença de morte na prisão, Gaskins matou um companheiro no corredor da morte com um pequeno explosivo. Ele foi condenado à morte em 6 de setembro de 1991.

## Vida pregressa
Gaskins nasceu em 13 de março de 1933 no condado de Florence, Carolina do Sul, filha de Eulea Parrott, a última em uma série de filhos ilegítimos. Ele era pequeno para sua idade e imediatamente ganhou o apelido de "Pee Wee". Quando adulto, ele tinha entre 1,65 metros e pesava aproximadamente 59 kg.
A infância de Gaskins foi caracterizada por uma grande negligência. Quando tinha um ano de idade, Gaskins bebeu uma garrafa de querosene, o que o fez ter convulsões até os três anos. Sua mãe aparentemente teve tão pouco interesse nele que a primeira vez que soube de seu nome - Donald - foi quando foi lido em sua primeira aparição no tribunal, por uma onda de crimes que Gaskins cometeu junto com um grupo de companheiros delinquentes que incluía roubos, agressões e estupro coletivo.
Após sua condenação por seu papel na onda de crimes, Gaskins foi enviado para um reformatório. Lá, ele era regularmente estuprado por seus colegas presidiários. Depois de fugir da escola, casar-se e voltar voluntariamente para cumprir a pena, foi libertado em 1951, aos 18 anos. Gaskins trabalhou brevemente em uma plantação de tabaco até sua prisão em 1953, depois de atacar uma adolescente com um martelo por um suposto insulto. Gaskins foi condenado a seis anos de prisão na Penitenciária da Carolina do Sul.
Depois de ser estuprado e "possuído" na prisão, ele conquistou o respeito de seus companheiros de prisão matando o homem mais temido da prisão, Hazel Brazell. Como resultado, Gaskins recebeu mais três anos de detenção, mas a partir daquele momento ele se tornou o agressor em vez da vítima. Ele escapou da prisão em 1955, escondendo-se na carroceria de um caminhão de lixo e fugiu para a Flórida, onde conseguiu emprego em um carnaval itinerante. Ele foi preso novamente, sob custódia e liberdade condicional em agosto de 1961.

## Prisão final
Gaskins foi preso em 14 de novembro de 1975, quando um parceiro de crime chamado Walter Neeley confessou à polícia que testemunhou Gaskins matando Dennis Bellamy, de 28 anos, e Johnny Knight, de 15 anos. Neeley confessou à polícia que Gaskins lhe confidenciou ter matado várias pessoas que haviam sido listadas como desaparecidas durante os cinco anos anteriores e que havia indicado a ele onde estavam enterradas. Em 4 de dezembro de 1975, Gaskins conduziu a polícia a um terreno que possuía em Prospect, onde a polícia descobriu os corpos de oito de suas vítimas.

## Prisão e execução
Gaskins foi julgado por oito acusações de assassinato em 24 de maio de 1976, considerado culpado em 28 de maio e condenado à morte, que mais tarde foi comutada para prisão perpétua quando a decisão da Assembleia Geral da Carolina do Sul de 1974 sobre a pena capital foi alterada em conformidade com as diretrizes da Suprema Corte dos Estados Unidos para a pena de morte em outros estados.
Em 2 de setembro de 1982, Gaskins cometeu outro assassinato, pelo qual ganhou o título de "Homem Mais Malvado da América". Enquanto estava encarcerado no bloco de alta segurança na Instituição Correcional da Carolina do Sul, Gaskins matou um prisioneiro no corredor da morte chamado Rudolph Tyner, que recebeu sua sentença por matar um casal de idosos durante um roubo à mão armada em sua loja em Burgess. Gaskins foi contratado para cometer este assassinato por Tony Cimo, filho das vítimas de Tyner.
Gaskins inicialmente fez várias tentativas malsucedidas de matar Tyner misturando sua comida e bebida com veneno antes de optar por usar explosivos para matá-lo. Para conseguir isso, Gaskins montou um dispositivo semelhante a um rádio portátil na célula de Tyner e disse a Tyner que isso permitiria que eles "se comuniquem entre as células". Quando Tyner seguiu as instruções de Gaskins para segurar um alto-falante (carregado com explosivo plástico C-4, sem o conhecimento dele) em seu ouvido em um horário combinado, Gaskins detonou os explosivos de sua cela e matou Tyner. Ele disse mais tarde: "A última coisa que ele [Tyner] ouviu foi eu rindo" Gaskins foi julgado pelo assassinato de Tyner e condenado à morte. Foi a primeira vez na história da Carolina do Sul que um homem branco foi condenado à morte pelo assassinato de um negro.
Enquanto estava no corredor da morte, Gaskins alegou ter cometido entre 100 e 110 assassinatos, incluindo o de Margaret "Peg" Cuttino, a filha de 13 anos do então senador estadual da Carolina do Sul James Cuttino Jr. de Sumter.
Gaskins foi executado em 6 de setembro de 1991, às 13:10 na cadeira elétrica, horas depois de tentar se matar cortando os pulsos. Suas últimas palavras foram: "Vou deixar meus advogados falarem por mim. Estou pronto para ir".